# Rijke stinkerd
Rijke stinkerd is als uitdrukking verwant met de uitdrukking stinkend rijk. Het kan betrekking hebben op het werkwoord stinken in de betekenis van het verspreiden van een onappetijtelijke geur in verband met het gebruik van parfum in plaats van het zichzelf reinigen in voorgaande tijden en daarnaast als negatiefversterkend bijvoeglijk naamwoord.
In het online Woordenboek der Nederlandsche Taal wordt als subbetekenis van het werkwoord stinken aangegeven:
Subbetekenis 2: In oneigenlijk gebruik. Afkeer of tegenzin inboezemen; verfoeilijk zijn; met verzwakte bet.: onwelkom zijn.
met als voorbeeld onder meer:
Stinken van hoogmoed of gierigheid.
Subbetekenis 7: Het tegenwoordige deelwoord stinkend wordt adverbiaal gebruikt met de bet. in hoge mate.
met als voorbeeld onder meer:
Daar by houd hy zo stinkend veul van de Vrouw dat hy ze wel op zen handen zou dragen, V. Effen, Spect. 9, 79 1734
(hier wordt 'stinkend' positiefversterkend gebruikt, zoals in de uitdrukking "zijn stinkende best doen").
Ook de Oxford English Dictionary geeft een vergelijkbare uitleg voor Engelse equivalent 
Een soms gehoorde etymologie is dat men in de middeleeuwen in of bij de kerk begraven wilde en ook kon worden. Arme mensen kregen buiten een plekje op het kerkhof, rijke mensen binnen in de kerk onder de vloer. Omdat de afdichting van de graven niet optimaal was, kwam de geur van het ontbindende lichaam de kerk binnen. Dit was tijdens de kerkdienst of mis te ruiken, en werd dan weggewerkt met wierook. Die verklaring klopt echter niet. De uitdrukking rijke stinkerd kwam in de middeleeuwen niet voor. De oorsprong van de persoonsaanduiding stinkerd dateert van de tweede helft van de 19de eeuw en was een belediging. De combinatie rijke stinkerd komt voor het eerst aan het eind van de 19de eeuw voor. Mogelijk is het afgeleid van stinkend rijk waarin stinkend een positief-versterkende betekenis heeft.